# Фрич, Карл фон
Карл фон Фрич (нем. Karl von Fritsch; 11 ноября 1838, Веймар — 9 января 1906, Бад-Дюрренберг, Мерзебург) — германский геолог, минералог, палеонтолог, путешественник и педагог.

## Биография
Карл Фрич родился в Веймаре в знатной баронской семье. После завершения обучения в гимназии родного города поступил в лесную академию в Эйзенахе, в 1860—1862 годах изучал геологию в Гёттингенском университете, который окончил в 1862 году со степенью доктора философии. После завершения обучения совершил поездку с научной целью на Мадейру и Канарские острова, итогом которой стало опубликование большой работы о геологии Канар. В том же году начал преподавать в Цюрихском университете, в 1863 году защитил в этом учебном заведении габилитационную диссертацию. В 1866 году отправился для наблюдения вулканического извержения Санторина, с 1867 года читал лекции по геологии в цюрихском Политехникуме. В том же году был приглашён Зенкенбергским обществом естествоиспытателей в качестве доцента по минералогии и геологии во Франкфурт на Майне. В 1872 году он вместе с Рейном путешествовал по Марокко и Верхнему Атласу. В 1873 году стал экстраординарным, а в 1876 году — ординарным профессором по геологии в Галле, отдав этому заведению более 30 лет работы и активно занимаясь в нём изучением геологии Саксонии. В 1877 году был избран членом академии Леопольдина, в 1895 году стал её президентом, занимая эту должность до конца жизни. С конца 1880-х годов его научные интересы были связаны в большей степени с палеонтологией, нежели с геологией.
Главные работы: «Reisebilder von den Kanarischen Inseln» (дополнение к «Petermanns Mitteilungen», Гота, 1867); «Das Gotthardgebiet» (в «Материалах для геологической карты Швейцарии», 15 выпусков, Берн, 1873). Вместе с Г. Гартунгом (англ. Georg Hartung) и Рейссом он издал «Tenerife, geologischtopographisch dargestellt» (Винтертур, 1867), а в сотрудничестве только с Рейссом — «Geologische Beschreibung der Insel Tenerife» (там же, 1868) и «Allgemeine Geologie» (Штутгарт, 1888).